# Largocephalosaurus
Largocephalosaurus is een geslacht van uitgestorven basale saurosphargiden, een marien reptiel dat bekend is uit de Guanling-formatie uit het Midden-Trias (Anisien) van de provincies Yunnan en Guizhou, in het zuidwesten van China. Het bevat de typesoort Largocephalosaurus polycarpon en een tweede soort Largocephalosaurus qianensis.
Largocephalosaurus polycarpon werd aanvankelijk geïnterpreteerd als een eosauropterygide lid van de Sauropterygia, nauw verwant aan Europese pachypleurosauriërs en nothosauriden. Echter, na aanvullende preparatie van het postcraniale skelet en de ontdekking van een tweede beter bekende soort Largocephalosaurus qianensis, herinterpreteerden Li et alii (2014) Largocephalosaurus als een basaal lid van de familie Saurosphargidae en een naaste verwant van Saurosphargis en Sinosaurosphargis. Volgens Li et alii (2014) behoorden saurosphargiden niet tot de Sauropterygia, hoewel ze er nauw verwant mee waren en hun zustertaxon vormden.

## Ontdekking
De typesoort Largocephalosaurus polycarpon is alleen bekend van het holotype WIGM SPC V 1009, een bijna complete en gearticuleerde schedel en skelet dat het grootste deel van zijn staart mist en meer dan honderddertien centimeter lang is, gehuisvest in het Wuhan Institute of Geology and Mineral Recourses. SPC V 1009 werd verzameld uit afzetting II van de Guanling-formatie, daterend uit het Pelson-substadium van het midden tot Laat-Anisien van het vroege Midden-Trias, ongeveer 243 miljoen jaar geleden, in Luoping County in de provincie Yunnan.
Terwijl Largocephalosaurus polycarpon werd bestudeerd aan de WIGM, werden drie exemplaren van wat later Largocephalosaurus qianensis werd genoemd, geprepareerd in het Geologisch Museum van de Universiteit van Peking en het Institute of Vertebrate Paleontology and Paleoanthropology. Deze drie exemplaren werden in 2008 verzameld, ongeveer honderd kilometer ten noordoosten van de typelocatie van Largocephalosaurus polycarpon in het district Xinmin van Panxian County, in het zuidwesten van de provincie Guizhou. Ze kwamen, net als SPC V 1009, van afzetting II van de Guanling-formatie, die dateert uit het Laat-Anisien. Uit deze exemplaren werd IVPP V 15638, een bijna compleet skelet dat van onderaf zichtbaar was en waarvan alleen de achterkant van de staart ontbrak, gekozen om het holotype van Largocephalosaurus qianensis te zijn. De andere twee exemplaren zijn toegewezen aan Largocephalosaurus qianensis en omvatten GMPKU-P-1532-A, een schedel met een halswervel van bovenaf gezien, en GMPKU-P-1532-B, een onvolledig postcraniaal skelet van bovenaf gezien, met het achterste gedeelte van de onderkaak bewaard gebleven, maar mist het grootste deel van de staart.
Alle exemplaren van Largocephalosaurus kwamen van de Lagerstätte die werd ontdekt tijdens een geologisch karteringsproject uit 2007 met een divers fossiel verslag van het zeeleven genaamd de Luoping Biota, dat behalve Largocephalosaurus verschillende ongewervelde dieren, vissen, basale ichthyosauriërs, Atopodentatus, de geavanceerde saurosphargide Sinosaurosphargis en verschillende soorten Eosauropterygia opleverde, waaronder zowel pachypleurosauriërs als nothosauriden.

## Etymologie
Largocephalosaurus werd in 2012 voor het eerst beschreven en benoemd door Cheng Long, Chen Xiaohong, Zeng Xiongwei en Cai Yongjian met als typesoort Largocephalosaurus polycarpon. De geslachtsnaam zou volgens het artikel zijn afgeleid van het Latijnse largus, wat 'groot' betekent, en cephalus, wat 'hoofd' zou betekenen, en van het Griekse sauros, wat 'hagedis' betekent, een algemeen achtervoegsel voor geslachtsnamen van uitgestorven reptielen. In klassiek Latijn is het juiste woord voor 'hoofd' caput, terwijl in het oud-Grieks kephalē (κεφαλή) werd gebruikt voor 'hoofd'. Kephalos (Κέφαλος) was de voornaam van verschillende Griekse mythologische en historische figuren die in het Latijn werd weergegeven als Cephalus. De soortaanduiding polycarpon zou zijn afgeleid van het Latijnse poly, wat 'veel' betekent, plus 'carpon', wat 'verbeende handwortels' betekent, verwijzend naar de elf carpale ossificaties die de voorpoot van Largocephalosaurus polycarpon laat zien, wat resulteert in het unieke handbeenformule van 2-3-4-5-5. In klassiek Latijn is het juiste woord voor 'veel' echter multus, terwijl ze in het oud-Grieks het woord polys (πολύς) gebruikten. Carpus is 'pols' in het Latijn. Een dergelijke verwarring tussen Grieks en Latijn is in paleontologische artikelen niet ongewoon. 
Een tweede soort Largocephalosaurus qianensis werd in 2014 benoemd door Li Chun, Jiang Da-Yong, Cheng Long, Wu Xiao-Chun en Olivier Rieppel. De soortaanduiding is afgeleid van Qian, een verkorte alternatieve spelling voor Guizhou, plus het Latijnse achtervoegsel ~ensis wat 'afkomstig van' betekent, verwijzend naar het verschillende voorkomen van de soort - terwijl de exemplaren van Largocephalosaurus qianensis werden ontdekt in de provincie Guizhou, kwam het enige bekende exemplaar van Largocephalosaurus polycarpon uit de naburige provincie Yunnan.

## Beschrijving
Largocephalosaurus is een basale saurosphargide, minder morfologisch gewijzigd van het oorspronkelijke diapside reptiele bouwplan in vergelijking met geavanceerde saurosphargiden als Sinosaurosphargis. Maar zelfs in de oorspronkelijke beschrijving die het interpreteerde als een eosauropterygide lid van de Sauropterygia, werden verschillende eigenschappen opgemerkt die later werden geïdentificeerd als saurosphargide. Deze omvatten ruggenwervels die langwerpige, aan het uiteinde verbrede dwarsuitsteeksels vertonen, en de verbrede en afgeplatte borstribben. Toch behoudt Largocephalosaurus, in tegenstelling tot andere saurosphargiden, een langwerpige lichaamsvorm, een goed ontwikkeld bovenste slaapvenster, een ovale suborbitale fenestra (hoewel sterk gereduceerd in vergelijking met niet-saurosphargiden) en een onvolledig rugpantser van osteodermen. Bovendien hebben de geavanceerde saurosphargiden Saurosphargis en Sinosaurosphargis bredere en plattere ribkorven, en ook dwarsuitsteeksels van ruggenwervels en proximale delen van borstribben die veel robuuster zijn dan bij Largocephalosaurus, omdat ze veel breder zijn dan de onderlinge afstand. Andere verschillen zijn onder meer: de aanwezigheid van drie of vier tanden op de premaxilla en de uitsluiting van de praemaxilla van de buitenste neusgatomtrek; een langwerpig naar de achterkant gericht uitsteeksel van het voorhoofdsbeen; de aanwezigheid van een rij grote osteodermen op de top van de doornuitsteeksels, in de middenlijn van het gedeeltelijke osteodermpantser; en een vergelijkbaar afgerond ravensbeksbeen en schaambeen met respectievelijk een open foramen coracoïdeum en foramen obturatum.
Vanwege het feit dat het holotypeskelet van Largocephalosaurus polycarpon nog maar gedeeltelijk is geprepareerd, hebben Li et alii (2014) afgezien van het verstrekken van een herziene beschrijving ervan. Niettemin werden ten minste negen morfologische verschillen met de tweede soort Largocephalosaurus qianensis waargenomen. Deze omvatten het gepaarde wandbeen, het grote foramen pineale, de ovale oogkassen en de aanwezigheid van drieëndertig presacrale wervels (negen nek- en vierentwintig ruggenwervels) en twee sacrale wervels bij Largocephalosaurus qianensis. Bovendien bestaat er een duidelijke fossa palatinalis op het bovenoppervlak van verhemeltebeen bij Largocephalosaurus qianensis, en het retro-articulaire uitsteeksel van de onderkaak is erg kort. De achterste osteodermen van Largocephalosaurus qianensis zijn langwerpig korrelig van vorm en bedekken de zijkanten van het lichaam. Ten slotte is het schoudergedeelte van de borstribben verbreed in een haakachtig uitsteeksel, terwijl de kam op het bovenoppervlak ontbreekt, zoals die te zien is bij Largocephalosaurus polycarpon.

## Fylogenie
Largocephalosaurus werd voor het eerst opgenomen in een fylogenetische analyse in zijn oorspronkelijke beschrijving. Vanwege het gebrek aan preparering van het holotype, met name van het postcraniale gedeelte, en het feit dat er geen andere saurosphargiden of stamsauropterygia (zoals Eusaurosphargis en Helveticosaurus) waren opgenomen, werd Largocephalosaurus polycarpon gevonden in een positie die het nauwst verwant is aan Wumengosaurus binnen de Eosauropterygia , basaal aan de Europese pachypleurosauriërs en nothosauriden. Echter, na aanvullende preparatie van het postcraniale skelet en de ontdekking van een tweede beter bekende soort Largocephalosaurus qianensis, presenteerden Li et alii (2014) een analyse die Eusaurosphargis, Helveticosaurus en alle bekende saurosphargide soorten omvat. 
Het volgende cladogram is vereenvoudigd naar hun resultaten. De verwijdering / opname van Ichthyopterygia bleek de topologie het meest te beïnvloeden - het veranderen van de posities van de Eusaurosphargis + Helveticosaurus en Thalattosauriforme claden, en het veranderen van de posities van verschillende taxa binnen de Eosauropterygia, die niet worden getoond.
|  | Helveticosaurus zollingeri |
|  |                            |
|  | Eusaurosphargis dalsassoi  |
|  |                            |

|  | Placodontia     |
|  |                 |
|  | Eosauropterygia |
|  |                 |

|  | Largocephalosaurus polycarpon |
|  |                               |
|  | Largocephalosaurus qianensis  |
|  |                               |

|  | Saurosphargis volzi           |
|  |                               |
|  | Sinosaurosphargis yunguiensis |
|  |                               |

|  | Largocephalosaurus polycarpon |
|  |                               |
|  | Largocephalosaurus qianensis  |
|  |                               |

|  | Saurosphargis volzi           |
|  |                               |
|  | Sinosaurosphargis yunguiensis |
|  |                               |

|  | Placodontia     |
|  |                 |
|  | Eosauropterygia |
|  |                 |

|  | Largocephalosaurus polycarpon |
|  |                               |
|  | Largocephalosaurus qianensis  |
|  |                               |

|  | Saurosphargis volzi           |
|  |                               |
|  | Sinosaurosphargis yunguiensis |
|  |                               |

|  | Largocephalosaurus polycarpon |
|  |                               |
|  | Largocephalosaurus qianensis  |
|  |                               |

|  | Saurosphargis volzi           |
|  |                               |
|  | Sinosaurosphargis yunguiensis |
|  |                               |

|  | Helveticosaurus zollingeri |
|  |                            |
|  | Eusaurosphargis dalsassoi  |
|  |                            |

|  | Placodontia     |
|  |                 |
|  | Eosauropterygia |
|  |                 |

|  | Largocephalosaurus polycarpon |
|  |                               |
|  | Largocephalosaurus qianensis  |
|  |                               |

|  | Saurosphargis volzi           |
|  |                               |
|  | Sinosaurosphargis yunguiensis |
|  |                               |

|  | Largocephalosaurus polycarpon |
|  |                               |
|  | Largocephalosaurus qianensis  |
|  |                               |

|  | Saurosphargis volzi           |
|  |                               |
|  | Sinosaurosphargis yunguiensis |
|  |                               |

|  | Placodontia     |
|  |                 |
|  | Eosauropterygia |
|  |                 |

|  | Largocephalosaurus polycarpon |
|  |                               |
|  | Largocephalosaurus qianensis  |
|  |                               |

|  | Saurosphargis volzi           |
|  |                               |
|  | Sinosaurosphargis yunguiensis |
|  |                               |

|  | Largocephalosaurus polycarpon |
|  |                               |
|  | Largocephalosaurus qianensis  |
|  |                               |

|  | Saurosphargis volzi           |
|  |                               |
|  | Sinosaurosphargis yunguiensis |
|  |                               |

|  | Helveticosaurus zollingeri |
|  |                            |
|  | Eusaurosphargis dalsassoi  |
|  |                            |

|  | Placodontia     |
|  |                 |
|  | Eosauropterygia |
|  |                 |

|  | Largocephalosaurus polycarpon |
|  |                               |
|  | Largocephalosaurus qianensis  |
|  |                               |

|  | Saurosphargis volzi           |
|  |                               |
|  | Sinosaurosphargis yunguiensis |
|  |                               |

|  | Largocephalosaurus polycarpon |
|  |                               |
|  | Largocephalosaurus qianensis  |
|  |                               |

|  | Saurosphargis volzi           |
|  |                               |
|  | Sinosaurosphargis yunguiensis |
|  |                               |

|  | Placodontia     |
|  |                 |
|  | Eosauropterygia |
|  |                 |

|  | Largocephalosaurus polycarpon |
|  |                               |
|  | Largocephalosaurus qianensis  |
|  |                               |

|  | Saurosphargis volzi           |
|  |                               |
|  | Sinosaurosphargis yunguiensis |
|  |                               |

|  | Largocephalosaurus polycarpon |
|  |                               |
|  | Largocephalosaurus qianensis  |
|  |                               |

|  | Saurosphargis volzi           |
|  |                               |
|  | Sinosaurosphargis yunguiensis |
|  |                               |

|  | Helveticosaurus zollingeri |
|  |                            |
|  | Eusaurosphargis dalsassoi  |
|  |                            |

|  | Placodontia     |
|  |                 |
|  | Eosauropterygia |
|  |                 |

|  | Largocephalosaurus polycarpon |
|  |                               |
|  | Largocephalosaurus qianensis  |
|  |                               |

|  | Saurosphargis volzi           |
|  |                               |
|  | Sinosaurosphargis yunguiensis |
|  |                               |

|  | Largocephalosaurus polycarpon |
|  |                               |
|  | Largocephalosaurus qianensis  |
|  |                               |

|  | Saurosphargis volzi           |
|  |                               |
|  | Sinosaurosphargis yunguiensis |
|  |                               |

|  | Placodontia     |
|  |                 |
|  | Eosauropterygia |
|  |                 |

|  | Largocephalosaurus polycarpon |
|  |                               |
|  | Largocephalosaurus qianensis  |
|  |                               |

|  | Saurosphargis volzi           |
|  |                               |
|  | Sinosaurosphargis yunguiensis |
|  |                               |

|  | Largocephalosaurus polycarpon |
|  |                               |
|  | Largocephalosaurus qianensis  |
|  |                               |

|  | Saurosphargis volzi           |
|  |                               |
|  | Sinosaurosphargis yunguiensis |
|  |                               |

|  | Helveticosaurus zollingeri |
|  |                            |
|  | Eusaurosphargis dalsassoi  |
|  |                            |

|  | Placodontia     |
|  |                 |
|  | Eosauropterygia |
|  |                 |

|  | Largocephalosaurus polycarpon |
|  |                               |
|  | Largocephalosaurus qianensis  |
|  |                               |

|  | Saurosphargis volzi           |
|  |                               |
|  | Sinosaurosphargis yunguiensis |
|  |                               |

|  | Largocephalosaurus polycarpon |
|  |                               |
|  | Largocephalosaurus qianensis  |
|  |                               |

|  | Saurosphargis volzi           |
|  |                               |
|  | Sinosaurosphargis yunguiensis |
|  |                               |

|  | Placodontia     |
|  |                 |
|  | Eosauropterygia |
|  |                 |

|  | Largocephalosaurus polycarpon |
|  |                               |
|  | Largocephalosaurus qianensis  |
|  |                               |

|  | Saurosphargis volzi           |
|  |                               |
|  | Sinosaurosphargis yunguiensis |
|  |                               |

|  | Largocephalosaurus polycarpon |
|  |                               |
|  | Largocephalosaurus qianensis  |
|  |                               |

|  | Saurosphargis volzi           |
|  |                               |
|  | Sinosaurosphargis yunguiensis |
|  |                               |

|  | Helveticosaurus zollingeri |
|  |                            |
|  | Eusaurosphargis dalsassoi  |
|  |                            |

|  | Placodontia     |
|  |                 |
|  | Eosauropterygia |
|  |                 |

|  | Largocephalosaurus polycarpon |
|  |                               |
|  | Largocephalosaurus qianensis  |
|  |                               |

|  | Saurosphargis volzi           |
|  |                               |
|  | Sinosaurosphargis yunguiensis |
|  |                               |

|  | Largocephalosaurus polycarpon |
|  |                               |
|  | Largocephalosaurus qianensis  |
|  |                               |

|  | Saurosphargis volzi           |
|  |                               |
|  | Sinosaurosphargis yunguiensis |
|  |                               |

|  | Placodontia     |
|  |                 |
|  | Eosauropterygia |
|  |                 |

|  | Largocephalosaurus polycarpon |
|  |                               |
|  | Largocephalosaurus qianensis  |
|  |                               |

|  | Saurosphargis volzi           |
|  |                               |
|  | Sinosaurosphargis yunguiensis |
|  |                               |

|  | Largocephalosaurus polycarpon |
|  |                               |
|  | Largocephalosaurus qianensis  |
|  |                               |

|  | Saurosphargis volzi           |
|  |                               |
|  | Sinosaurosphargis yunguiensis |
|  |                               |

|  | Helveticosaurus zollingeri |
|  |                            |
|  | Eusaurosphargis dalsassoi  |
|  |                            |

|  | Placodontia     |
|  |                 |
|  | Eosauropterygia |
|  |                 |

|  | Largocephalosaurus polycarpon |
|  |                               |
|  | Largocephalosaurus qianensis  |
|  |                               |

|  | Saurosphargis volzi           |
|  |                               |
|  | Sinosaurosphargis yunguiensis |
|  |                               |

|  | Largocephalosaurus polycarpon |
|  |                               |
|  | Largocephalosaurus qianensis  |
|  |                               |

|  | Saurosphargis volzi           |
|  |                               |
|  | Sinosaurosphargis yunguiensis |
|  |                               |

|  | Placodontia     |
|  |                 |
|  | Eosauropterygia |
|  |                 |

|  | Largocephalosaurus polycarpon |
|  |                               |
|  | Largocephalosaurus qianensis  |
|  |                               |

|  | Saurosphargis volzi           |
|  |                               |
|  | Sinosaurosphargis yunguiensis |
|  |                               |

|  | Largocephalosaurus polycarpon |
|  |                               |
|  | Largocephalosaurus qianensis  |
|  |                               |

|  | Saurosphargis volzi           |
|  |                               |
|  | Sinosaurosphargis yunguiensis |
|  |                               |

|  | Helveticosaurus zollingeri |
|  |                            |
|  | Eusaurosphargis dalsassoi  |
|  |                            |

|  | Placodontia     |
|  |                 |
|  | Eosauropterygia |
|  |                 |

|  | Largocephalosaurus polycarpon |
|  |                               |
|  | Largocephalosaurus qianensis  |
|  |                               |

|  | Saurosphargis volzi           |
|  |                               |
|  | Sinosaurosphargis yunguiensis |
|  |                               |

|  | Largocephalosaurus polycarpon |
|  |                               |
|  | Largocephalosaurus qianensis  |
|  |                               |

|  | Saurosphargis volzi           |
|  |                               |
|  | Sinosaurosphargis yunguiensis |
|  |                               |

|  | Placodontia     |
|  |                 |
|  | Eosauropterygia |
|  |                 |

|  | Largocephalosaurus polycarpon |
|  |                               |
|  | Largocephalosaurus qianensis  |
|  |                               |

|  | Saurosphargis volzi           |
|  |                               |
|  | Sinosaurosphargis yunguiensis |
|  |                               |

|  | Largocephalosaurus polycarpon |
|  |                               |
|  | Largocephalosaurus qianensis  |
|  |                               |

|  | Saurosphargis volzi           |
|  |                               |
|  | Sinosaurosphargis yunguiensis |
|  |                               |

|  | Helveticosaurus zollingeri |
|  |                            |
|  | Eusaurosphargis dalsassoi  |
|  |                            |

|  | Placodontia     |
|  |                 |
|  | Eosauropterygia |
|  |                 |

|  | Largocephalosaurus polycarpon |
|  |                               |
|  | Largocephalosaurus qianensis  |
|  |                               |

|  | Saurosphargis volzi           |
|  |                               |
|  | Sinosaurosphargis yunguiensis |
|  |                               |

|  | Largocephalosaurus polycarpon |
|  |                               |
|  | Largocephalosaurus qianensis  |
|  |                               |

|  | Saurosphargis volzi           |
|  |                               |
|  | Sinosaurosphargis yunguiensis |
|  |                               |

|  | Placodontia     |
|  |                 |
|  | Eosauropterygia |
|  |                 |

|  | Largocephalosaurus polycarpon |
|  |                               |
|  | Largocephalosaurus qianensis  |
|  |                               |

|  | Saurosphargis volzi           |
|  |                               |
|  | Sinosaurosphargis yunguiensis |
|  |                               |

|  | Largocephalosaurus polycarpon |
|  |                               |
|  | Largocephalosaurus qianensis  |
|  |                               |

|  | Saurosphargis volzi           |
|  |                               |
|  | Sinosaurosphargis yunguiensis |
|  |                               |

|  | Helveticosaurus zollingeri |
|  |                            |
|  | Eusaurosphargis dalsassoi  |
|  |                            |

|  | Placodontia     |
|  |                 |
|  | Eosauropterygia |
|  |                 |

|  | Largocephalosaurus polycarpon |
|  |                               |
|  | Largocephalosaurus qianensis  |
|  |                               |

|  | Saurosphargis volzi           |
|  |                               |
|  | Sinosaurosphargis yunguiensis |
|  |                               |

|  | Largocephalosaurus polycarpon |
|  |                               |
|  | Largocephalosaurus qianensis  |
|  |                               |

|  | Saurosphargis volzi           |
|  |                               |
|  | Sinosaurosphargis yunguiensis |
|  |                               |

|  | Placodontia     |
|  |                 |
|  | Eosauropterygia |
|  |                 |

|  | Largocephalosaurus polycarpon |
|  |                               |
|  | Largocephalosaurus qianensis  |
|  |                               |

|  | Saurosphargis volzi           |
|  |                               |
|  | Sinosaurosphargis yunguiensis |
|  |                               |

|  | Largocephalosaurus polycarpon |
|  |                               |
|  | Largocephalosaurus qianensis  |
|  |                               |

|  | Saurosphargis volzi           |
|  |                               |
|  | Sinosaurosphargis yunguiensis |
|  |                               |

|  | Helveticosaurus zollingeri |
|  |                            |
|  | Eusaurosphargis dalsassoi  |
|  |                            |

|  | Placodontia     |
|  |                 |
|  | Eosauropterygia |
|  |                 |

|  | Largocephalosaurus polycarpon |
|  |                               |
|  | Largocephalosaurus qianensis  |
|  |                               |

|  | Saurosphargis volzi           |
|  |                               |
|  | Sinosaurosphargis yunguiensis |
|  |                               |

|  | Largocephalosaurus polycarpon |
|  |                               |
|  | Largocephalosaurus qianensis  |
|  |                               |

|  | Saurosphargis volzi           |
|  |                               |
|  | Sinosaurosphargis yunguiensis |
|  |                               |

|  | Placodontia     |
|  |                 |
|  | Eosauropterygia |
|  |                 |

|  | Largocephalosaurus polycarpon |
|  |                               |
|  | Largocephalosaurus qianensis  |
|  |                               |

|  | Saurosphargis volzi           |
|  |                               |
|  | Sinosaurosphargis yunguiensis |
|  |                               |

|  | Largocephalosaurus polycarpon |
|  |                               |
|  | Largocephalosaurus qianensis  |
|  |                               |

|  | Saurosphargis volzi           |
|  |                               |
|  | Sinosaurosphargis yunguiensis |
|  |                               |

|  | Helveticosaurus zollingeri |
|  |                            |
|  | Eusaurosphargis dalsassoi  |
|  |                            |

|  | Placodontia     |
|  |                 |
|  | Eosauropterygia |
|  |                 |

|  | Largocephalosaurus polycarpon |
|  |                               |
|  | Largocephalosaurus qianensis  |
|  |                               |

|  | Saurosphargis volzi           |
|  |                               |
|  | Sinosaurosphargis yunguiensis |
|  |                               |

|  | Largocephalosaurus polycarpon |
|  |                               |
|  | Largocephalosaurus qianensis  |
|  |                               |

|  | Saurosphargis volzi           |
|  |                               |
|  | Sinosaurosphargis yunguiensis |
|  |                               |

|  | Placodontia     |
|  |                 |
|  | Eosauropterygia |
|  |                 |

|  | Largocephalosaurus polycarpon |
|  |                               |
|  | Largocephalosaurus qianensis  |
|  |                               |

|  | Saurosphargis volzi           |
|  |                               |
|  | Sinosaurosphargis yunguiensis |
|  |                               |

|  | Largocephalosaurus polycarpon |
|  |                               |
|  | Largocephalosaurus qianensis  |
|  |                               |

|  | Saurosphargis volzi           |
|  |                               |
|  | Sinosaurosphargis yunguiensis |
|  |                               |

|  | Helveticosaurus zollingeri |
|  |                            |
|  | Eusaurosphargis dalsassoi  |
|  |                            |

|  | Placodontia     |
|  |                 |
|  | Eosauropterygia |
|  |                 |

|  | Largocephalosaurus polycarpon |
|  |                               |
|  | Largocephalosaurus qianensis  |
|  |                               |

|  | Saurosphargis volzi           |
|  |                               |
|  | Sinosaurosphargis yunguiensis |
|  |                               |

|  | Largocephalosaurus polycarpon |
|  |                               |
|  | Largocephalosaurus qianensis  |
|  |                               |

|  | Saurosphargis volzi           |
|  |                               |
|  | Sinosaurosphargis yunguiensis |
|  |                               |

|  | Placodontia     |
|  |                 |
|  | Eosauropterygia |
|  |                 |

|  | Largocephalosaurus polycarpon |
|  |                               |
|  | Largocephalosaurus qianensis  |
|  |                               |

|  | Saurosphargis volzi           |
|  |                               |
|  | Sinosaurosphargis yunguiensis |
|  |                               |

|  | Largocephalosaurus polycarpon |
|  |                               |
|  | Largocephalosaurus qianensis  |
|  |                               |

|  | Saurosphargis volzi           |
|  |                               |
|  | Sinosaurosphargis yunguiensis |
|  |                               |

|  | Helveticosaurus zollingeri |
|  |                            |
|  | Eusaurosphargis dalsassoi  |
|  |                            |

|  | Placodontia     |
|  |                 |
|  | Eosauropterygia |
|  |                 |

|  | Largocephalosaurus polycarpon |
|  |                               |
|  | Largocephalosaurus qianensis  |
|  |                               |

|  | Saurosphargis volzi           |
|  |                               |
|  | Sinosaurosphargis yunguiensis |
|  |                               |

|  | Largocephalosaurus polycarpon |
|  |                               |
|  | Largocephalosaurus qianensis  |
|  |                               |

|  | Saurosphargis volzi           |
|  |                               |
|  | Sinosaurosphargis yunguiensis |
|  |                               |

|  | Placodontia     |
|  |                 |
|  | Eosauropterygia |
|  |                 |

|  | Largocephalosaurus polycarpon |
|  |                               |
|  | Largocephalosaurus qianensis  |
|  |                               |

|  | Saurosphargis volzi           |
|  |                               |
|  | Sinosaurosphargis yunguiensis |
|  |                               |

|  | Largocephalosaurus polycarpon |
|  |                               |
|  | Largocephalosaurus qianensis  |
|  |                               |

|  | Saurosphargis volzi           |
|  |                               |
|  | Sinosaurosphargis yunguiensis |
|  |                               |

|  | Helveticosaurus zollingeri |
|  |                            |
|  | Eusaurosphargis dalsassoi  |
|  |                            |

|  | Placodontia     |
|  |                 |
|  | Eosauropterygia |
|  |                 |

|  | Largocephalosaurus polycarpon |
|  |                               |
|  | Largocephalosaurus qianensis  |
|  |                               |

|  | Saurosphargis volzi           |
|  |                               |
|  | Sinosaurosphargis yunguiensis |
|  |                               |

|  | Largocephalosaurus polycarpon |
|  |                               |
|  | Largocephalosaurus qianensis  |
|  |                               |

|  | Saurosphargis volzi           |
|  |                               |
|  | Sinosaurosphargis yunguiensis |
|  |                               |

|  | Placodontia     |
|  |                 |
|  | Eosauropterygia |
|  |                 |

|  | Largocephalosaurus polycarpon |
|  |                               |
|  | Largocephalosaurus qianensis  |
|  |                               |

|  | Saurosphargis volzi           |
|  |                               |
|  | Sinosaurosphargis yunguiensis |
|  |                               |

|  | Largocephalosaurus polycarpon |
|  |                               |
|  | Largocephalosaurus qianensis  |
|  |                               |

|  | Saurosphargis volzi           |
|  |                               |
|  | Sinosaurosphargis yunguiensis |
|  |                               |

|  | Helveticosaurus zollingeri |
|  |                            |
|  | Eusaurosphargis dalsassoi  |
|  |                            |

|  | Placodontia     |
|  |                 |
|  | Eosauropterygia |
|  |                 |

|  | Largocephalosaurus polycarpon |
|  |                               |
|  | Largocephalosaurus qianensis  |
|  |                               |

|  | Saurosphargis volzi           |
|  |                               |
|  | Sinosaurosphargis yunguiensis |
|  |                               |

|  | Largocephalosaurus polycarpon |
|  |                               |
|  | Largocephalosaurus qianensis  |
|  |                               |

|  | Saurosphargis volzi           |
|  |                               |
|  | Sinosaurosphargis yunguiensis |
|  |                               |

|  | Placodontia     |
|  |                 |
|  | Eosauropterygia |
|  |                 |

|  | Largocephalosaurus polycarpon |
|  |                               |
|  | Largocephalosaurus qianensis  |
|  |                               |

|  | Saurosphargis volzi           |
|  |                               |
|  | Sinosaurosphargis yunguiensis |
|  |                               |

|  | Largocephalosaurus polycarpon |
|  |                               |
|  | Largocephalosaurus qianensis  |
|  |                               |

|  | Saurosphargis volzi           |
|  |                               |
|  | Sinosaurosphargis yunguiensis |
|  |                               |